# Бен Хил (окръг, Джорджия)
Окръг Бен Хил (на английски: Ben Hill County) е окръг в щата Джорджия, Съединени американски щати. Площта му е 658 km², а населението - 17 635 души. Административен център е град Фицджералд.